# Бентли, Дэн (футболист)
Даниэль Иан Бентли (англ. Daniel Ian Bentley; род. 13 июля 1993, Базилдон, Эссекс) — английский футболист, вратарь клуба «Вулверхэмптон Уондерерс».

## Клубная карьера

### «Саутенд Юнайтед»

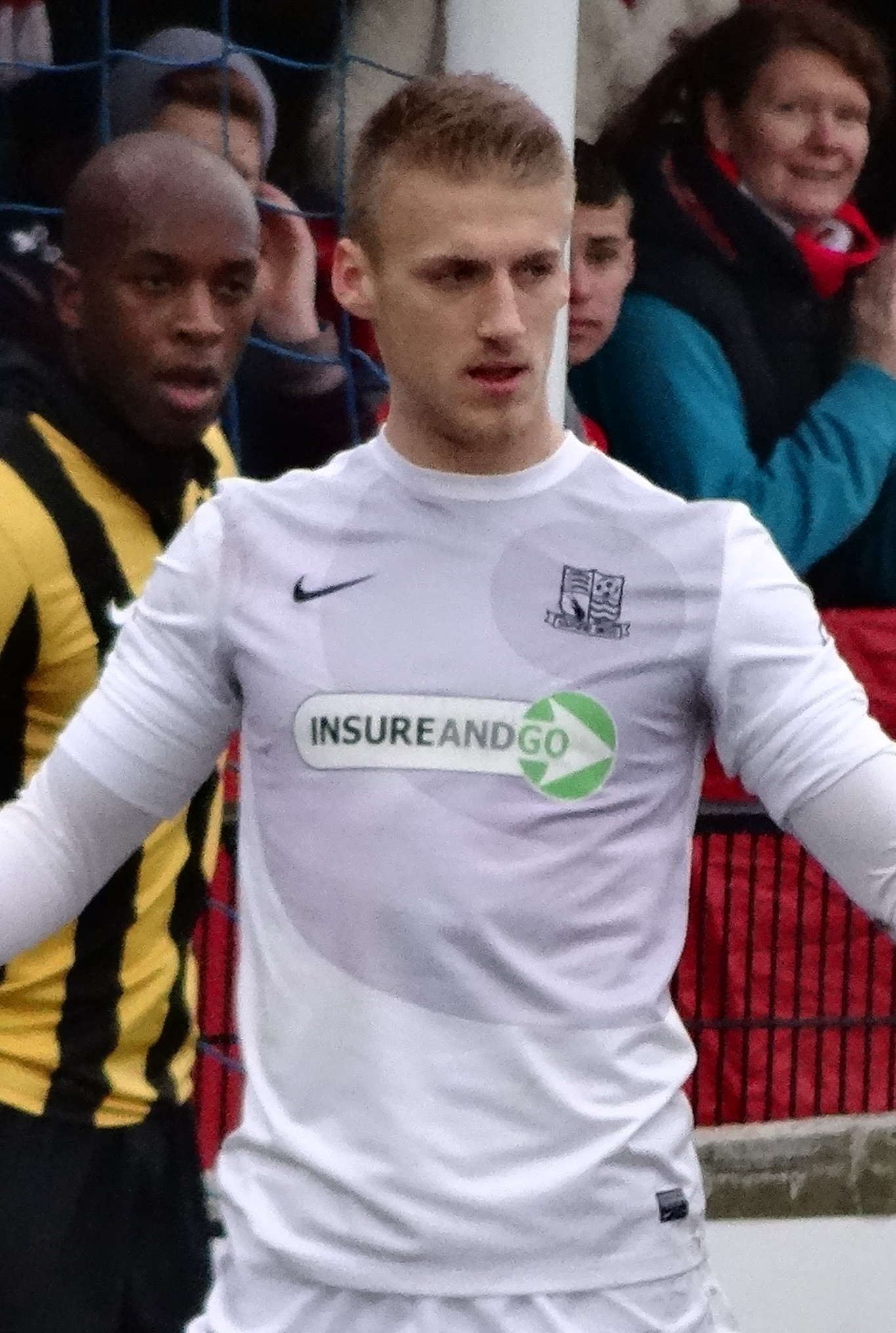
Бентли выступает за Саутенд Юнайтед в 2014 году

Бентли родился в Базилдоне и начал свою карьеру в качестве центрального защитника в родном клубе «Хаттон Мидуэй». Однократное появление в качестве вратаря было замечено скаутом «Арсенала», который привёл Бентли в академию клуба в возрасте восьми лет. Он был освобожден в 2008 году и быстро подписал контракт с «Саутенд Юнайтед», в которым начал профессиональное выступление в марте 2009 года. Бентли был отправлен в аренду в клуб «Брейнтри Таун» первоначально на один матч. Однако в итоге он остался и дважды выступил за команду в играх против «Уэллинг Юнайтед» и «Дувр Атлетик». Свой первый профессиональный контракт он подписал летом 2011 года на два года. Он дебютировал в основном составе «Саутенда» 22 октября 2011 года в победном матче против «Торки Юнайтед» (4:1), заменив травмированного Гленна Морриса во второй половине встречи.
После травмы основного вратаря «Саутенд Юнайтед», Пола Смита, Бентли был призван на замену и сыграл в своей первой серии матчей за первую команду в сезоне 2012/2013, дебютировав в стартовом составе 22 сентября 2012 года в победной игре против «Эксетер Сити» (2:1). Бентли продолжил играть в дальнейших матчах против «Плимута» и «Бертон Альбион», прежде чем Смит вернулся в полную форму.
Бентли продолжал играть в кубковых матчах и заработал репутацию хорошего отражателя пенальти. В результате, когда время матча полуфинала Трофея Английской футбольной лиги южной зоны против «Оксфорд Юнайтед» приближалось к серии послематчевых пенальти, менеджер «Саутенда» Пол Старрок заменил стартового вратаря Пола Смита на Бентли на 90-й минуте, спровоцировав гневную реакцию Смита. Бентли помог «Саутенду» выиграть со счётом 5:3 по пенальти, выйдя в финал южной зоны. Старрок оправдал решение, заявив, что «Бентли был великолепен в пенальти всю свою карьеру, и это сработало, он отразил один».

### Сезон 2013/2014
В сезоне 2013/2014 Бентли 19 раз отыграл «на ноль». Его впечатляющие выступления связали его с переходом в «Лидс Юнайтед», а тренер «Лидса» Брайан Макдермотт наблюдал за Бентли в победном матче «Саутенда» против «Рочдейла» (3:0) в Страстную пятницу. После того, как его связали с переходом в «Лидс», Бентли заявил, что не позволит спекуляциям о возможном переходе повлиять на его выступления.

### Сезон 2014/2015
Летом 2014 года Бентли связывали с переходами в клубы Премьер-лиги, но в конечном итоге он остался в «Саутенде», а в начале следующего сезона его кандидатура рассматривалась для участия в молодёжной сборной Англии, однако он не был выбран.
В сезоне 2014/2015 Бентли побил клубный рекорд Мервина Коустона, который состоял из 10 подряд сухих домашних матчей, причём 12 матчей подряд были сыграны с октября по апрель.
«Саутенд» вышел в финал плей-оффа на стадионе «Уэмбли», где они играли против «Уиком Уондерерс». Матч закончился без голов после 90 минут, однако на 5-й минуте дополнительного времени «Уиком» повёл в счете благодаря автоголу Бентли. Мяч после штрафного удара Джо Джейкобсона попал в перекладину, а затем отскочил от спины ныряющего Бентли в ворота. Однако за 20 секунд до конца матча «Саутенд» перевёл матч в серию пенальти, в которой Бентли стал героем, отразив пенальти Мэтта Блумфилда и Сэма Вуда, что позволило «Юнайтед» выйти в Лигу 1.
Сезон был полон похвал для Бентли, который выиграл все три награды клуба по итогам сезона — игрок года по версии болельщиков, игрок года по версии игроков и игрок сообщества. Он был назван Молодым игроком месяца Футбольной лиги в апреле 2015 года и вошёл в команду года Лиги 2 вместе с товарищем по команде Беном Кокером.

### Сезон 2015/2016
В летнее трансферное окно 2015 года «Куинз Парк Рейнджерс» сделал три предложения Бентли, третье и последнее предложение составило 1,25 млн фунтов стерлингов, но владелец «Саутенда» Рон Мартин отклонил его.
31 августа 2015 года Бентли получил награду «Игрока матча» в гостевой игре против «Ковентри Сити» (2:2), где отразил пенальти. Бентли оставался игроком «Саутенд Юнайтед» на момент закрытия трансферного окна 1 сентября.

## «Брентфорд»
1 июля 2016 года Бентли подписал контракт с клубом «Брентфорд» из Чемпионшипа на четыре года с компенсацией в размере 1,1 миллиона фунтов стерлингов. Сумма будет увеличена, если Бентли достигнет определенного количества появлений.

## «Бристоль Сити»
28 июня 2019 года Бентли подписал контракт с «Бристоль Сити» на четыре года за нераскрытую сумму. Во время своего пребывания в «Бристоле» менеджер Найджел Пирсон назначил его капитаном клуба.

## «Вулверхэмптон Уондерерс»
25 января 2023 года Бентли подписал контракт на два с половиной года с клубом «Вулверхэмптон Уондерерс» из Премьер-лиги за нераскрытую плату. Он дебютировал в Премьер-лиге 13 мая в гостевом проигрышном матче против «Манчестер Юнайтед» (0:2). Его домашний дебют состоялся на следующих выходных в ничейном матчей с «Эвертоном» (1:1).

## Клубная статистика
| Клуб                    | Сезон      | Лига                    | Лига  | Лига | Кубок Англии | Кубок Англии | Кубок лиги | Кубок лиги | Другое | Другое | Итог  | Итог |
| Клуб                    | Сезон      | Дивизион                | Матчи | Голы | Матчи        | Голы         | Матчи      | Голы       | Матчи  | Голы   | Матчи | Голы |
| ----------------------- | ---------- | ----------------------- | ----- | ---- | ------------ | ------------ | ---------- | ---------- | ------ | ------ | ----- | ---- |
| Саутенд Юнайтед         | 2009/10    | Лига 1                  | 0     | 0    | 0            | 0            | 0          | 0          | 0      | 0      | 0     | 0    |
| Саутенд Юнайтед         | 2010/11    | Лига 2                  | 0     | 0    | 0            | 0            | 0          | 0          | 0      | 0      | 0     | 0    |
| Саутенд Юнайтед         | 2011/12    | Лига 2                  | 1     | 0    | 0            | 0            | 0          | 0          | 0      | 0      | 1     | 0    |
| Саутенд Юнайтед         | 2012/13    | Лига 2                  | 9     | 0    | 1            | 0            | 0          | 0          | 1      | 0      | 11    | 0    |
| Саутенд Юнайтед         | 2013/14    | Лига 2                  | 46    | 0    | 4            | 0            | 1          | 0          | 2      | 0      | 53    | 0    |
| Саутенд Юнайтед         | 2014/15    | Лига 2                  | 42    | 0    | 1            | 0            | 0          | 0          | 4      | 0      | 47    | 0    |
| Саутенд Юнайтед         | 2015/16    | Лига 1                  | 43    | 0    | 1            | 0            | 1          | 0          | 3      | 0      | 48    | 0    |
| Саутенд Юнайтед         | Итог       | Итог                    | 141   | 0    | 7            | 0            | 2          | 0          | 10     | 0      | 160   | 0    |
| Брейнтри Таун (аренда)  | 2010/11    | Южная Национальная лига | 2     | 0    | —            | —            | —          | —          | —      | —      | 2     | 0    |
| Брентфорд               | 2016/17    | Чемпионшип              | 45    | 0    | 2            | 0            | 0          | 0          | —      | —      | 47    | 0    |
| Брентфорд               | 2017/18    | Чемпионшип              | 45    | 0    | 0            | 0            | 0          | 0          | —      | —      | 45    | 0    |
| Брентфорд               | 2018/19    | Чемпионшип              | 33    | 0    | 0            | 0            | 0          | 0          | —      | —      | 33    | 0    |
| Брентфорд               | Итог       | Итог                    | 123   | 0    | 2            | 0            | 0          | 0          | —      | —      | 125   | 0    |
| Бристоль Сити           | 2019/20    | Чемпионшип              | 43    | 0    | 1            | 0            | 1          | 0          | —      | —      | 45    | 0    |
| Бристоль Сити           | 2020/21    | Чемпионшип              | 43    | 0    | 1            | 0            | 1          | 0          | —      | —      | 45    | 0    |
| Бристоль Сити           | 2021/22    | Чемпионшип              | 38    | 0    | 0            | 0            | 0          | 0          | —      | —      | 38    | 0    |
| Бристоль Сити           | 2022/23    | Чемпионшип              | 13    | 0    | 0            | 0            | 2          | 0          | —      | —      | 15    | 0    |
| Бристоль Сити           | Итог       | Итог                    | 137   | 0    | 2            | 0            | 4          | 0          | —      | —      | 143   | 0    |
| Вулверхэмптон Уондерерс | 2022/23    | Английская Премьер-лига | 2     | 0    | —            | —            | —          | —          | —      | —      | 2     | 0    |
| Вулверхэмптон Уондерерс | 2023/24    | Английская Премьер-лига | 3     | 0    | 0            | 0            | 2          | 0          | —      | —      | 5     | 0    |
| Вулверхэмптон Уондерерс | Итог       | Итог                    | 5     | 0    | 0            | 0            | 2          | 0          | —      | —      | 7     | 0    |
| Общий итог              | Общий итог | Общий итог              | 408   | 0    | 11           | 0            | 8          | 0          | 10     | 0      | 437   | 0    |

1. 1 2  Матч(и) в Трофее Английской футбольной лиги
2. ↑  Матчи в плей-оффе Лиги 2
3. ↑  1 матч в Трофее Английской футбольной лиги, 3 в плей-оффе Лиги 2

## Достижения

### Индивидуальные
- Лучший молодой игрок месяца Английской футбольной лиги: Февраль 2015[21]
- Игрок года клуба «Саутенд Юнайтед»: 2014/15[20]
- Команда года по версии ПФА: Лига 2 2014/15[22]
- Игрок года клуба «Бристоль Сити»: 2020/21[45]